# Котира
Коти́ра — село в Україні, у Локницькій сільській громаді Вараського району Рівненської області. Населення становить 112 осіб (станом на 2001 рік).

## Географія
Село Котира лежить за 20,6 км на захід від районного центру, фізична відстань до Києва — 346,6 км.

## Історія
Поблизу села розташована мезолітична стоянка Свідерської культури.[джерело?]

## Населення
Станом на 1989 рік у селі проживали 145 осіб, серед них — 66 чоловіків і 79 жінок.
За даними перепису населення 2001 року у селі проживали 112 осіб. Рідною мовою назвали:
| Мова       | Кількість осіб | Відсоток |
| ---------- | -------------- | -------- |
| українська | 112            | 100,00%  |

Населення станом на 1 січня 2007 року становить 86 чоловік.[джерело?]

## Політика
Голова сільської ради — Ташликович Валентина Миколаївна, 1962 року народження, вперше обрана у 2010 році. Інтереси громади представляють 14 депутатів сільської ради:
| Партія        | Кількість депутатів | Відсоток |
| ------------- | ------------------- | -------- |
| самовисування | 14                  | 100,00%  |